# فرقة طيبة
فرقة طيبة فرقة غنائية مصرية، كونها حسين الإمام ومودي الإمام سنة 1984. عرضت قناة العربية الإخبارية في 11 فبراير 2011 مقطع فيديو لأحمد عز وهو يعزف الدرامز بمهارة في ملهي ليلي بالقاهرة عندما كان شابا قبل دخوله مجال السياسة.
يظهر عز في الفيديو بجانب الفنان حسين الإمام الذي كون فرقة طيبة الموسيقية أثناء دراسته الجامعية وأنضم لها عز نفسه والملحن مودى الإمام.
كان عز دائم التغيب عن الفرقة لعدم ثقته في توفير مكسب مادي من جراء الموسيقى.

## الفرقة
- حسين الإمام
- مودي الإمام
- أحمد عز..... عازف للدرامز

## البومات فرقة طيبة
- الدنيا صغيرة
- الحب حكايتى

## أشهر أغاني فرقة طيبة
- ودعي المكان
- إزي الصحة
- المجهول
- شيء جديد
- كل اللي كان
- كوكو...كوكو
- لغيرك قلبي ما يخلص
- وماله